# Ogden (Utah)
Ogden er administrativt centrum i det amerikanske county Weber County i det nordlige Utah, USA. Byen var i en lang periode et væsentligt jernbaneknudepunkt i passagertrafikken i det vestlige USA. Byen, der ligger tæt på Wasatch Range, er kendt for sine mange historiske bygninger og er hjemsted for Weber State University.

## Historie
Byen, der oprindeligt blev kaldt Fort Buenaventura, var det første sted i det nuværende Utah, hvor nybyggere slog sig ned permanent. Fortet blev etableret i 1846 af pelsjægeren Miles Goodyear omkring 1½ km fra downtown i den nuværende by. I november 1847 købte mormonske nybyggere fortet for 1.950 dollars og omdøbte det til Brownsville, men senere blev den så omdøbt til Ogden efter Peter S. Ogden, en pelsjæger, som havde drevet jagt i området omkring 100 år tidligere.
Ogden er den større by, der ligger tættest på Promontory Summit, hvor det sidste spiger blev slået i ved anlæggelsen af USA’s første transkontinentale jernbanelinje den 10. maj 1869. Denne færdiggørelse af jernbaner med en ceremoniel islåning af det sidste spiger (det såkaldte Golden Spike), blev senere en tradition ved anlæggelse af jernbaner i USA. I mange år herefter var Ogden et stort knudepunkt i passagertrafikken mellem øst-vestgående og nord-sydgående jernbanelinjer. Således rejste fx alle passager til San Francisco gennem Ogden og ikke gennem Salt Lake City længere mod syd. I dag kører der ikke længere passagertog gennem Ogden, da ruterne er omlagt, og passagerer nu befordres via Salt Lake City. Mellem Ogden og Salt Lake City er der i stedet etableret bustrafik. En stor mængde fragt sendes dog stadig med tog via Ogden, og det har givet grobund for en lang række produktions- og handelsvirksomheder i området.
I byen findes også en lang række historiske bygninger, fx Peery's Egyptian Theatre, Bigelow-Ben Lomond Hotel og Ogden Highscool. Byen rummer også en dinosauruspark. 
En del spillefilm er optaget i og omkring Ogden blandt andre Con Air, Fletch og Dum og dummere.

## Befolkning
Befolkningstallet er (2000) 77.226, hvoraf 79% er hvide. Ingen andre racer er repræsenteret med mere end 2,5 % af befolkningen. Kun 11,3 % af befolkningen er over 65, mens 29% er under 18 år.
Byen var i mange år den næststørste i Utah, men er dog nu overhalet af blandt andre Provo og flere af Salt Lake Citys forstæder.
En række kendte personer er født i byen, blandt andre John Moses Browning, opfinder og designer af skydevåben – blandt andre Browning Automatic Rifle, J. Willard Mariott, grundlægger af Mariott hotelkæden samt sanggruppen The Osmonds.
Den danske forfatter Herman Bang døde i øvrigt i Ogden i 1912 var på foredrags turne i USA. På en togrejse på vej mod Californien passerede han Ogden, hvor han således døde i togvognen under opholdet. 

## Sidste dages hellige
Medlemmer af Jesu Kristi Kirke af Sidste Dages Hellige udgør så klart den største andel af byens indbygger, med over 60% af indbyggertallet. Det skyldes først og fremmest Ogdens placering i Utah, som generelt har en meget høj andel af sidste dages hellige. Ogdens kultur og historie hænger uløseligt sammen med mormonernes historie. 
I 1972 færdiggjorde Jesu Kristi Kirke af Sidste Dages Hellige et tempel i Ogden, som skulle betjene de mange medlemmer af kirken i området.